# Tatsuyoshi Miki
Tatsuyoshi Miki (jap. 三木龍喜 Miki Tatsuyoshi; ur. 11 lutego 1904 w Takamatsu, zm. 9 stycznia 1966) – japoński tenisista, zwycięzca Wimbledonu w grze mieszanej, reprezentant w Pucharze Davisa.
Na przełomie lat 20. i 30. XX w. Miki był regularnym uczestnikiem imprez wielkoszlemowych, ale w grze pojedynczej osiągał przeciętne rezultaty. 3 rundę osiągnął na mistrzostwach Francji (gdzie startował w latach 1930, 1932 i 193) oraz na Wimbledonie cztery razy z rzędu w latach 1930–1933 (startował w latach 1929–1934), natomiast w swoim jedynym występie w mistrzostwach USA poniósł porażkę w 1 rundzie (1927). Na Wimbledonie odpadał m.in. z takimi rywalami, jak Jean Borotra (1931), Wilmer Allison (1932) i Ellsworth Vines (1933). To właśnie jemu, a nie bardziej znanym reprezentantom Japonii jak Ichiya Kumagae, Zenzō Shimizu czy Jirō Satō, przypadło pierwsze japońskie zwycięstwo wielkoszlemowe. W 1934, rok po tym jak do finału na Wimbledonie doszli Satō i Ryōsuke Nunoi, Miki zwyciężył w tym turnieju w konkurencji miksta, partnerując Brytyjce Dorothy Round. W finale para japońsko–brytyjska pokonała Dorothy Shepherd Barron i Bunny’ego Austina 3:6, 6:4, 6:0.
W 1932 Miki występował w reprezentacji narodowej w Pucharze Davisa, przyczyniając się do awansu do półfinału strefy europejskiej. Grał tylko w deblu, partnerując Jirō Satō i odnosząc trzy zwycięstwa (przeciwko parom z Grecji, Danii i Włoch). Dwa lata później pełnił funkcję kapitana reprezentacji, ale Japończycy – osłabieni samobójczą śmiercią Sato – przegrali z Australią.